# Comuna de Międzyzdroje
Międzyzdroje (polaco: Gmina Międzyzdroje) é uma gminy (comuna) na Polónia, na voivodia de Pomerânia Ocidental e no condado de Kamieński.
De acordo com os censos de 2005, a comuna tem 6.507 habitantes, com uma densidade 55,5 hab/km².

## Área
Estende-se por uma área de 117,17 km².

## Demografia
Dados de 30 de Junho 2004:
|                      | Total   | Total | Mulheres | Mulheres | Homens  | Homens |
| -------------------- | ------- | ----- | -------- | -------- | ------- | ------ |
|                      | pessoas | %     | pessoas  | %        | pessoas | %      |
| População            | 6507    | 100   | 3391     | 52,1     | 3116    | 47,9   |
| Densidade (pop./km²) | 55,5    | 100   | 28,9     | 28,9     | 26,6    | 26,6   |

De acordo com dados de 2002, o rendimento médio per capita ascendia a 2284,8 zł.